# John Baring (1730-1816)
John Baring (5 oktober 1730 – 29 januari 1816) was een Brits bankier en politicus. Hij was samen met zijn broer oprichter van de John and Francis Baring Company, die later uitgroeide tot een van de grootste banken ter wereld, de Barings Bank.

## Jeugd
John Baring was de oudste zoon van Johann Baring, een van oorsprong Duitse wolhandelaar die zich in Exeter had gevestigd, en Elizabeth Vowler. Hij werd opgevoed in Larkbeare House, het landgoed van zijn vader net buiten Exeter en genoot zijn opleiding in Genève.

## Carrière
Na de dood van zijn vader in 1748 erfde hij het familiebedrijf  in Exeter. Samen met zijn broer Francis breidde hij de zaken uit naar Londen en richtte de John and Francis Baring Company op. Niet lang daarna trok hij zich terug uit het bedrijf in Londen en legde zich toe op de tak van het bedrijf in Devon. Hij stichtte banken in Plymouth en Exeter en werd in 1776 lid van het Britse Lagerhuis voor het kiesdistrict Exeter. In 1776 werd hij benoemd tot High Sheriff of Devon. In 1802 trok hij zich terug als politicus.

## Huwelijk en nakomelingen
John Baring huwde met Anne Parker (1729–1765). Uit dit huwelijk kwamen zes kinderen voort:
- Anne (* 1758, † jong)
- Elizabeth (1759–1801)
- John (* 1761, † jong)
- Francis (1762–1810)
- Charlotte (1763–14 mei 1833), in 1786 gehuwd met John Short
- Margaret (1765–1851)

## Persoonlijk
In 1755 kocht Baring voor £ 2.100 het landgoed Mount Radford, net buiten Exeter, grenzend aan Larkbeare Houde, het landgoed van zijn vader. Hij kocht ook een aantal huizen in Heavitree en Teighnmouth. Door financiële problemen moest hij in het laatste jaar van zijn leven Mount Radford en een aantal andere bezittingen in Exeter verkopen aan zijn neef Thomas Baring.
- Library of Congress Control Number: nr91009823
- SNAC: w6kq0cct
- Virtual International Authority File: 44151173
- WorldCat: E39PBJvt8gGFxk7pPBjhYfycfq